# 达克斯欣贾帕尔达哈
达克斯欣贾帕尔达哈（Dakshin Jhapardaha），是印度西孟加拉邦Haora县的一个城镇。总人口11439（2001年）。

## 人口
该地2001年总人口11439人，其中男性5743人，女性5696人；0—6岁人口1196人，其中男635人，女561人；识字率73.12%，其中男性为77.42%，女性为68.79%。